# Plan Austral

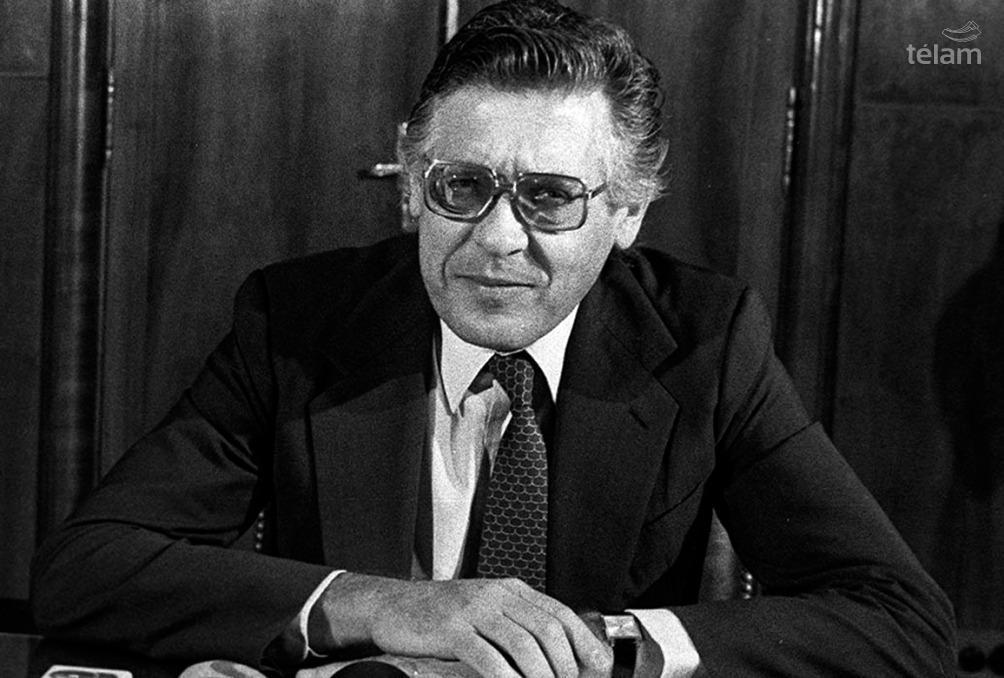
Le ministre de l'économie Juan Vital Sourrouille annonçant le plan Austral

Le plan Austral fut un plan de stabilisation monétaire et de redémarrage économique argentin élaboré par le ministre de l'économie Juan Vital Sourrouille sous la présidence de Raúl Alfonsín. Le Peso argentin fut abandonné pour une nouvelle monnaie, l'Austral, qui permit pendant un temps de stabiliser l'inflation argentine. 
Le programme, lancé en juin 1985, fut un programme-choc basé sur les préconisations du Consensus de Washington, qui contint l'inflation sans freiner la croissance économique. Le programme fut abandonné en 1988 lorsque l'inflation contraint le gouvernement à créer un nouveau plan, le "Plan Primavera". 

## Contexte
Raúl Alfonsín, candidat de l'Union civique radicale, remporte les élections démocratiques de 1983 et devient président de l'Argentine. Il hérite d'un pays à l'inflation élevée, et à la dette extérieure importante, à cause de la gestion du gouvernement militaire précédent. Le président nomme Bernardo Grinspun ministre de l’Économie, avec la tâche de négocier des augmentations régulières de salaires avec le patronat, de sorte que les salaires ne décrochent pas de l'inflation. Ce fut un échec. Fin 1984, le pays était au bord d'un défaut souverain, empêché grâce à des financements provenant de pays étrangers. Grinspun décida de démissionner l'année suivante, considérant que la dette était trop élevée et que le FMI était déterminé à bloquer tout crédit supplémentaire. Alfonsín déclara que la démocratie ne serait viable et profitable au peuple que si « la question économique est définitivement résolue ». Le président nomma alors Juan Vital Sourrouille ministre de l’Économie. 

## Caractéristiques du plan
Le plan Austral a été conçu par le ministre Juan Vital Sourrouille peu de temps après son accession à la fonction de ministre. Le plan gela les prix et les salaires, cessa l'impression massive de monnaie afin d'atténuer l'inflation, et mit en place des coupes dans les dépenses étatiques. Ces coupes étaient plus élevées que ce que le FMI demandait. Ce plan était donc, dans les grandes lignes, semblable au plan Rodrigazo de 1975. Le plan Austral procéda également à un changement de devise, le Peso argentin étant remplacé par l'austral, sur la base de 1000 pesos pour 1 austral. Le plan eut des effets immédiat et fut un succès, car l'inflation chuta rapidement. Cela rendit Alfonsín populaire, permettant la victoire de l'Union civique radicale aux élections de mi-mandat de 1985. 
Mais après cette accalmie, l'économie se détériora à nouveau. Les prix à l'exportation chutèrent, la dette externe augmenta, et le gouvernement était constamment opposé aux syndicats et aux péronistes. Les syndicats rejetèrent le gel des salaires et demandèrent des augmentations salariales. Le gouvernement céda et commença à imprimer de la monnaie pour faire face à l'augmentation de la dette. L’inflation redevint donc un problème en 1986. Le gouvernement fut défaits aux élections de mi-mandat de 1987, et l’inflation se transforma en hyperinflation en 1989. Alfonsín démissionna cette année-là, à la suite d'émeutes populaires. Son successeur fut le président élu Carlos Menem, qui arriva au pouvoir six mois avant la date prévue à la suite d'un pacte entre le gouvernement en place et Menem, qui prévoyait que Menem serait intronisé six mois plus tôt, et qu'en échange, la nouvelle majorité acceptait de voter certaines lois de l'ancien gouvernement. 
Le nouveau gouvernement mit en place un Plan de convertibilité qui remplaça l’Austral par le Peso à nouveau convertible, mettant fin au plan Austral.